# Teratogen
Teratogen je tvar ili supstanca koja može dovesti do oštećenja ploda (nerođenog djeteta).

## Što je teratogenost?
- Teratogeni lijek mora stvoriti karakteristične malformacije na plodu.
- Teratogeni period dešava se u vrlo uskom razdoblju fetalnog razvoja, između 31 i 81

dana nakon zadnje menstruacije
- Teratogeni obično djeluju na organske sustave u vrlo specifičnom trenutku razvoja.

Srce, središnji živčani sustav, tvrdo nepce i uho su najčešće pogođeni. Razvoj fetalne jetre također je značajan čimbenik.
S povećanjem zrelosti, jetreni enzimi djeteta sve bolje mogu metabolizirati lijekove.
- Uho i bubrezi se formiraju u isto vrijeme. Ako je malformacija uha prisutna, uvijek se mora ispitati bubrežna funkcija i struktura.

## Vremenski period u kojem se teratogenost javlja
- Prije 31 dana trudnoće, nema konkretnih organskih sustava koji mogu biti pogođeni. Ako se toksična ekspozicija događa u tom periodu, plod će ili preživjeti bez posljedica ili će biti uništen.
- Nakon 81 dana, rast organa se nastavlja, no malformacija zbog toga što majka uzima toksična sredstva (lijekove) je vrlo mala.

## Kategorizacija lijekova prema potencijalnoj teratogenosti
Američka FDA kategorizira lijekove prema rizicima u trudnoći:
- A = Kontrolirane studije na ženama nisu pokazale rizik na fetus
- B = "Najbolje"
- C = "Oprez" Opisani fetalni efekti na životinjama, nema kontroliranih studija na ljudima.
- D = "Opasnost"
- X = Čvrsti dokazi fetalne abnormalnosti